# Надчеканка

Ефимок с признаком (надчеканки 1655 года на брабантском талере 1637 года)

Надчеканка, надчекан или контрмарка — нанесение клейма на монету способом чеканки. 

## Надчекан для изменения условий обращения монет
Надчеканки могли использоваться вместо полного перечекана монеты с целью обращения ее на новых условиях (в другом государстве, в виде другой валюты). Во время денежной реформы Алексея Михайловича  на европейские талеры ставились надчеканки с датой выпуска (1655) и штемпелем серебряной копейки того времени. Также массовая надчеканка велась в Рязанском княжестве  - на ордынские данги и (реже) на монеты других русских княжеств наносилась особая тамга в виде "бараньей головы". Эти надчеканки превращали иностранные монеты в местные и позволяли извлекать прибыль от монетной регалии с меньшими затратами на переплавку, изготовление штемпелей и пр.

## Надчекан, вызванный техническими вопросами денежного обращения
В 1723г. начался выпуск медных 5-копеечных монет по 40 рублей из пуда при цене меди порядка 8 рублей за пуд. Пятикратное превышение стоимости меди после переделки ее в монету вызвало всплеск фальшивомонетничества как внутри России, так и за рубежом. Одним из вариантов решения проблемы был проект Х. Миниха, согласно которому эти монеты должны были проходить экспертизу, фальшивые изыматься и переплавляться, а подлинные надчеканиваться особым штемпелем и вновь выпускаться в обращение. Этот проект не был реализован, хотя сами клейма были вырезаны и часть пятикопеечников было таким образом надчеканено.
При подготовке реформы Канкрина монеты прежних выпусков надчеканивались новыми штемпелями в ходе подбора для них новой монетной стопы. 

## Надчекан, связанный с коллекционированием монет
Известны клейма, наносившиеся на монеты известными нумизматами XIX века. Так, монеты своей коллекции надчеканивал Гуттен-Чапский.
Коллекционирование монет как минимум с конца XVIIIв. является популярным увлечением, причем отдельные коллекционеры готовы тратить на редкости крупные суммы денег. Это, в том числе, порождает появление фантастических клейм на острые темы. В качестве примера можно привести восьмиугольное клеймо, которое наносилось на серебряные рубли и полтинники с портретом Николая II, с надписью «Низложеніе дома Романовыхъ. Мартъ 1917». Эти фальсификации появились около 1930 года.

## Надчекан, связанный с побочным использованием монет

Надчекан «Низложение дома Романовых» реверс

Надчекан «Низложение дома Романовых» аверс

В XVIII-XIX веках на заводах использовались так называемые "угольные печатки" — металлические жетоны разных форм и конфигураций, в свое время служившие для взаимозачетов между металлургическими заводами и приписанными к ним работниками. В отдельных случаях (как например, на Олонецком, Нижне-Тагильском и Никитинском заводах) для этого могли наноситься особые заводские клейма на монеты.
Встречаются монеты с несистемным надчеканом — механическое повреждение монет, проба использования инструментов, например ювелирных клейм. Монета, в том числе серебряная, подходит в качестве материала для анализа работы механизмов, изображения проб и т. д.